# Palmar (Kolumbia)
Palmar – miasto w Kolumbii, w departamencie Santander.